# حلحول

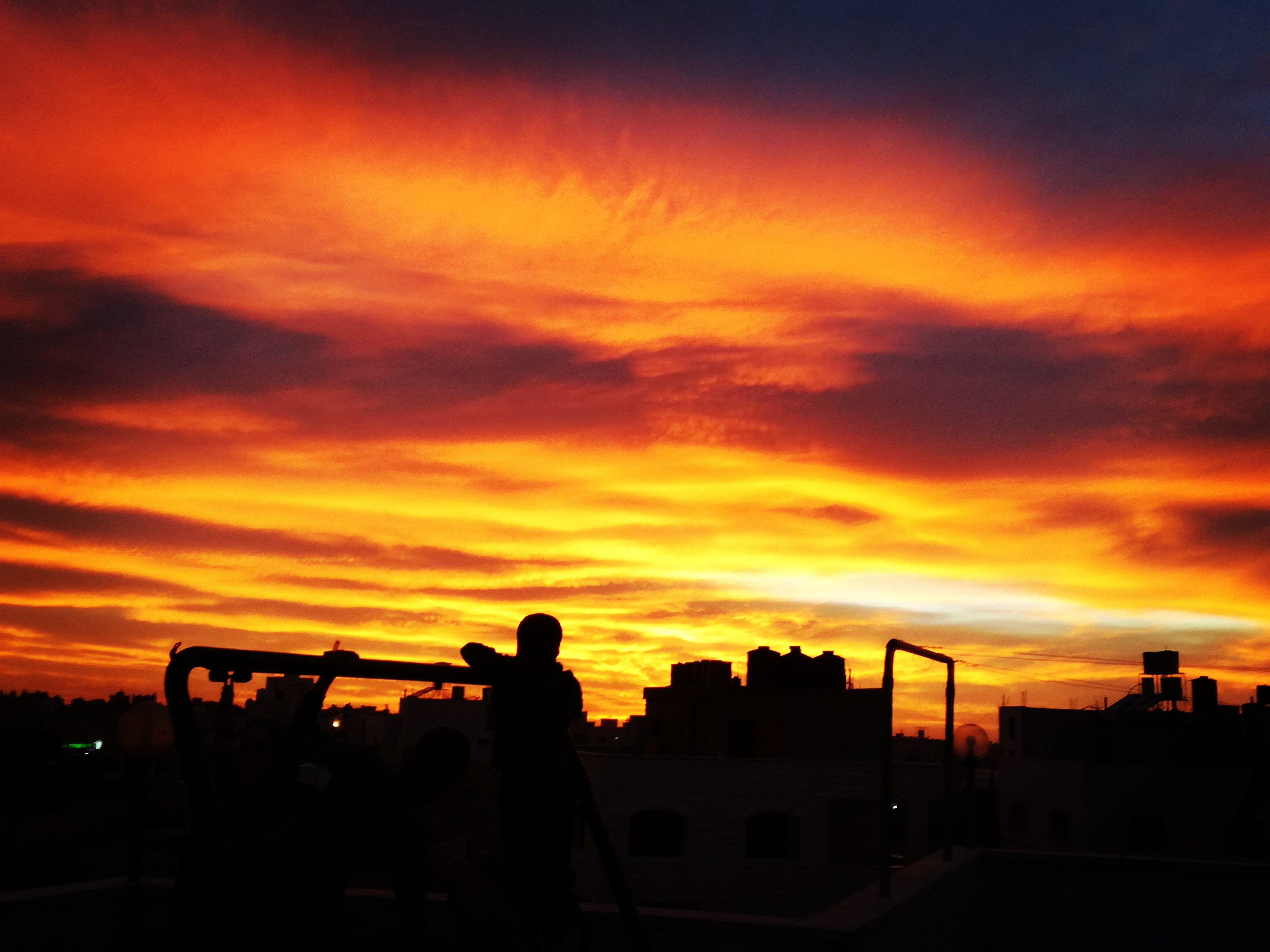
غروب الشمس في مدينة حلحول، الخليل

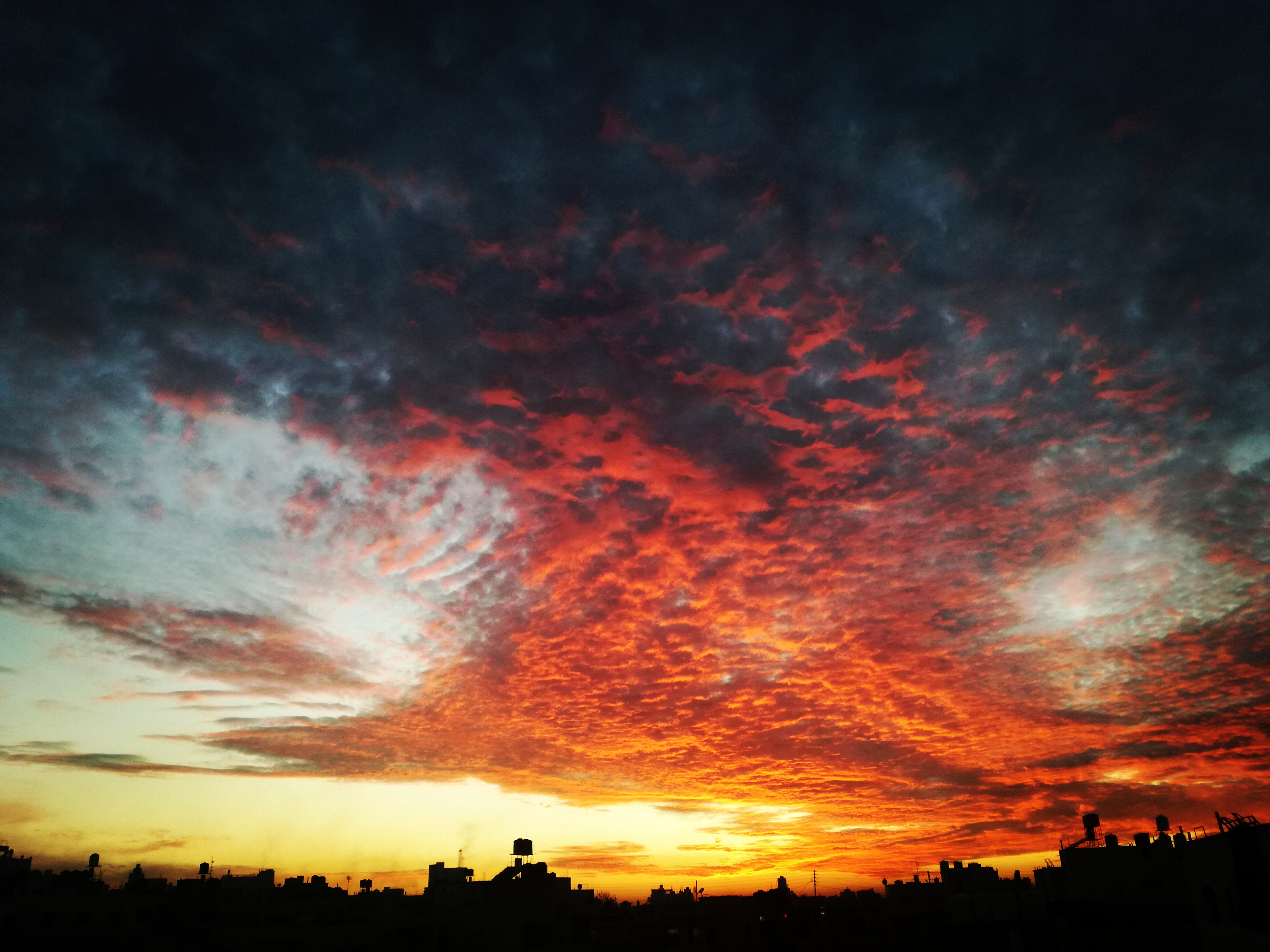
غروب الشمس في مدينة حلحول، الخليل

حلحول هي مدينة فلسطينية تقع في جنوب الضفة الغربية، على بعد 5 كيلومترات (3.1 ميل) شمال الخليل. على ارتفاع 1027 مترًا عن سطح البحر، تحدها سعير والشيوخ إلى الشرق وبيت أمر ومخيم العروب شمالاً وخاراس ونوبا غرباً، تبعد عن القدس 36 كم جنوبًا وتبعد عن البحر الميت غربًا 30 كم. وفقًا لجهاز المركزي للإحصاء الفلسطيني في عام 2021، كان عدد سكان المدينة 29,730 نسمة معظمهم مسلمين.

## سبب التسمية
السبب الأول: يقال أن في زمن سيدنا يونس بعد أن ابتلعه الحوت وقذفه على شاطئ البحر وابل من تلك الحادثة، ظل يسير حتى وجد المكان الذي يسمى بخربة أصحى غربي حلحول فعلى جبال حلحول مكث سيدنا يونس حولاً كاملاً أو سنة كاملة حتى شفي تماماً ثم سافر إلى بلده، فقيل البلد التي حل فيها نبي الله حولا كاملا والحول هو السنه (حَلَّ حَوْل) ثم جمعت الكلمتان بما يتناسب مع النطق فصارت حلحول، وهذا يعتبر السبب الرئيسي لأنه سبب سماوي تشبث به الكثير من سكان البلدة.
السبب الثاني: كلمه حلحول بمعنى الرجل العملاق (ذو الحول والقوة), حيث كان يسكنها العماليق وأولي البأس واولي الشدة والشجعان والرجال أي أن حلحول بلد العماليق وبلد الجبارين.
السبب الثالث: وحلحول تعني أيضاً في اللغات الكنعانية القديمة، وهي البلد التي تكثر فيها المزروعات والخضرة أي الربيع.
السبب الرابع: وهناك تسميه أخرى لحلحول هي من حلحول وجلجول بالكنعانية (بلد الارتجاف) وهذه التسمية من جلجل وحلحل وذلك ان حلحول كانت تتعرض لهزات أرضية وزحزحات.

## الموقع
تقع مدينة حلحول على بعد كيلو متر من طريق القدس ـ الخليل، على بعد7 كم من شمال الخليل، كما تبتعد نحو 25 كم عن البحر الميت و63 كم عن البحر المتوسط و30 كم عن القدس.

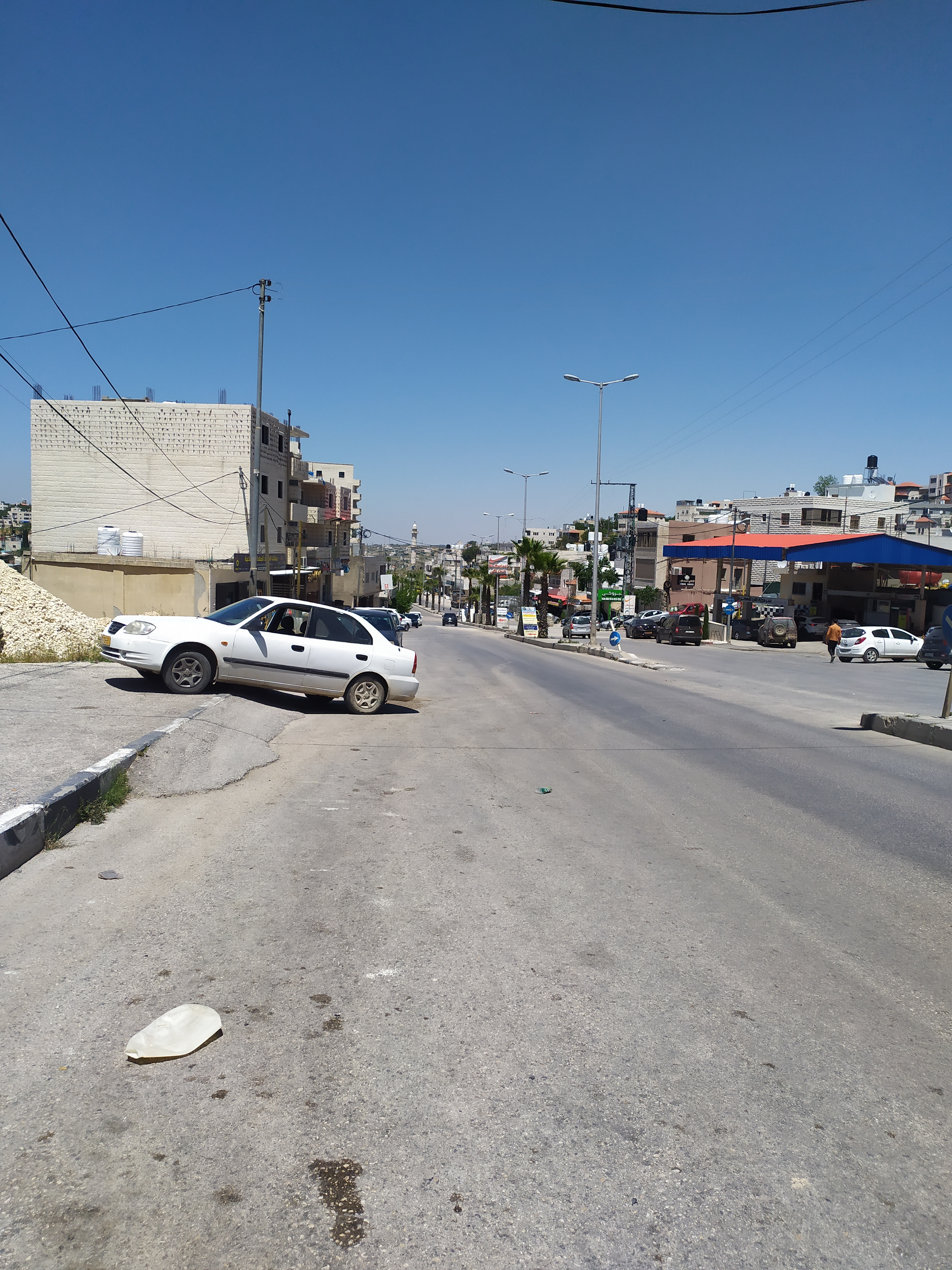
الذروة،أحد المواقع التاريخية في مدينة حلحول

ويحدها غربًا أراضي نوبا وخراس وبيت أولا، وشرقًا أراضي سعير والشيوخ، وشمالاً أراضي بيت أمر والعروب، وجنوبًا أراضي الخليل وبيت كاحل. ومساحتها 37 كم مربع منها 25 ألف دونم أراضي زراعية. عدد السكان 30 ألف نسمة على أرض البلاد و 10000 خارجها.

## المناخ
مناخها فهو معتدل حيث تبلغ متوسط درجة الحرارة السنوية 28 درجة، كما يبلغ متوسط كمية الأمطار فيها 595.9 ملم.

## التاريخ
ورد ذكر مدينة حلحول في كثير من كتابات المؤرخين والرحالة القدماء، وكان سبب اشتهارها وجود قبر النبي يونس بن متى فيها. فقد ذكرها ياقوت الحموي في معجم البلدان «قرية بين بيت المقدس وقبر إبراهيم الخليل، وبها قبر يونس بن متى عليهما السلام».
وفي عام 623 هـ الموافق 1226 م بنى الملك المعظم عيسى بن الملك العادل الأيوبي منارة على المسجد الذي أقيم على قبر النبي يونس.

## السكان
بلغ عدد سكانها في عام 1922 حوالي 1927 نسمة، وارتفع هذا العدد إلى 2533 نسمة عام 1931 ويشمل هذا الإحصاء سكان «خربة حسكة» و«خربة النقطة» و«خربة بقار» و«خربة الزرقاء» و«خربة بيت خيران». وفي عام 1942 م ارتفع عدد السكان إلى 3380 نسمة
أما عدد سكان مدينة حلحول حسب دائرة الإحصاء المركزية لعام 2000 م قد بلغ 17 ألف نسمة موزعين على حلحول القديمة وحلحول الجديدة.

### أعلام المدينة
ينسب إلى حلحول الكثير من الشيوخ والأدباء والشعراء منهم:
الشيوخ
1.الشيخ الزعيم معاذ اياد محمد ملحم.
2. الشيخ عبد الله بن محمد بن خضير الحلحولي وهو محدث.
3. الشيخ ملحم عبد الرحمن ملحم
الأدباء والشعراء
1. أمجد العناني.
2. محمد سعيد مضيه.
3. عمر العرجا— مؤلف كتاب نقاقيب في حلحول.

## التعليم
أنشئت أول مدرسة في حلحول في العهد العثماني واستمرت في العمل حتى العهد البريطاني، ففي عام 1948 كانت المدرسة الابتدائية كاملة وقد ضمت أكثر من 300 طالب موزعين على سبعة صفوف ويدرسهم سبعة معلمين وفي عام 1945 تم إنشاء أول مدرسة للبنات أعلى صفوفها الثالث الابتدائي ضمت أكثر من 50 طالبة تعلمهن معلمتان أما الآن يوجد في حلحول 11 مدرسة حكومية ومدرستان تابعتان لوكالة الغوث ومدرسة خاصة، ويبلغ عدد الطلاب في مدينة حلحول 6000 طالب وتقع مدينة حلحول ضمن مسؤولية مديرية التربيية والتعليم شمال الخليل الواقعة في مدينة حلحول.
المدارس الحكومية موزعة كالآتي:
1. مدرسة بنات اليرموك: تأسست سنة 1936.
2. مدرسة ذكور الرشيد الأساسية: تأسست سنة 1954.
3. مدرسة ذكور حلحول الثانوية: تأسست سنة 1968.
4. مدرسة بنات حلحول الثانوية: تأسست سنة 1966.
.5. مدرسة ذكور عمر التميمي: تأسست سنة 1979.
6. مدرسة بنات المعتصم: تأسست سنة 1975
7. مدرسة الشهداء للإناث: تأسست سنة 2000
8. مدرسة محمود التوايهة للذكور: تأسست سنة 2000
9. مدرسة بنات القادسية: تأسست سنة 1972.
10. مدرسة أبو عبيدة المختلطة: تأسست سنة 1998
11. مدرسة ذكور حلحول الأساسية.

## الصحة
- يوجد في حلحول عدة عيادات صحية وهي:

1. العيادات الصحية الحكومية وهي موزعة في ثلاث مناطق:
الرئيسية بجانب بلدية حلحول، والثانية في منطقة الحواور بالقرب من المسجد، والثالثة في خربة اصحا. وهذه العيادات تقوم بعلاج المواطنين المؤمنين صحيا بالإضافة إلى الأطفال تحت الثلاث سنوات. كما تقوم هذه العيادات بتوفير المطاعيم للأطفال مجانا. وتوفر الأدوية وخاصة للأمراض المزمنة.
2. مستوصف حلحول الصحي التابع للجان العمل الصحي بجانب مبنى البلدية ويؤمن العيادات المتخصصة وعيادة للطواريء وعيادة أشعة ومختبرات،
3. مركز وعيادة الهلال الأحمر الفلسطيني: وهي تعمل بالتعاون مع العيادة الحكومية، وهي توفر عيادة طب عام إضافة إلى مختبر طبي وعيادة للأسنان، وسيارة إسعاف تعمل 24 ساعة.
4.عيادة جمعية سيدات حلحول الخيرية وهي تقع ضمن مبنى الجمعية وتقدم خدمات طب عام حتى الساعة الثانية بعد الظهر وعيادة أسنان إضافة إلى مختبر طبي حتى الساعة الثامنة مساء.
- كما يوجد في حلحول العديد من العيادات الطبية والخاصة وبمختلف التخصصات البشرية، يوجد بها عدد من المختبرات الطبية الخاصة، ومعظمها يعمل مساءً.

## الرياضة
يعود تاريخ الرياضة في حلحول إلى سنوات الخمسينات والستينات حيث كان هناك حركة رياضية نشطة، وكان الاهتمام بالرياضة وخاصة كرة القدم منتشراً بين أهالي حلحول كافة. تأسس نادي حلحول الرياضي سنة 1992 على يد مجموعة من شباب حلحول المهتمين بالرياضة وتوقف عام 1995، وفي عام 2000 م أعيد تأسيسه ليكون أول نادي يعنى بالشؤون الرياضية والثقافية والاجتماعية والعلمية والكشفية.

## النشاط الاقتصادي
- يعتمد النشاط الاقتصادي في حلحول على الزراعة بالدرجة الأولى نتيجة توافر الأرض الزراعية الخصبة والمناخ المعتدل وكثرة مصادر المياه، حيث يوجد فيها أكثر من 20 نبعاً. لذا فمعظم ساكنيها يعملون بالزراعة، ومن أهم مزروعاتها العنب والتين والبرقوق والمشمش والكرز والتفاح والخوخ والزيتون.
- أما النشاط الاقتصادي الذي يحتل الدرجة الثانية فهو النشاط التجاري، فوقوع مدينة حلحول على طريق القدس ـ الخليل جعلها سوقاً حيوياً للمسافرين على الطريق. كما يوجد فيها سوق مركزي للخضار والفواكه لتصريف الإنتاج الزراعي للمدينة.
- أما الصناعة فتحتل الدرجة الثالثة حيث أن الصناعة الوحيدة الموجودة في حلحول هي صناعة الحجر والرخام نتيجة وجود عدد من مقالع الحجر

## المؤسسات العاملة والأهلية في البلدة

### مؤسسات تطوعية
- لجنة زكاة وصدقات حلحول.
- جمعية سيدات حلحول الخيرية.
- جمعية الهلال الأحمر الفلسطيني (وقد وفرت البلدية لهم مقر).
- مستوصف حلحول الطبي (وقد وفرت البلدية قطعة من الأرض ليقام عليها المستوصف).
- جمعية سنابل الخير لذوي الاحتياجات الخاصة.
- جمعية التعليم العالي.
- المنتدى الثقافي.
- النادي النسوي.
- جمعية بقار التعاونية.
- جمعية التسويق الزراعي.
- نادي حلحول الرياضي.
- الجمعية التعاونية لتصنيع وتسويق عصير العنب.
- جمعية السنابل التعاونية.
- رابطة أبناء حلحول في الخارج.

### مؤسسات غير تطوعية
- مديرية داخلية شمال الخليل.
- مديرية تربية وتعليم شمال الخليل.
- مديرية عمل شمال الخليل.
- محكمة الصلح والنيابة العامة.
- المحكمة الشرعية.
- محكمة بلديات شمال الخليل، ومقرها بلدية حلحول.
- غرفة صناعة وتجارة شمال الخليل.

## الأماكن الدينية والأثرية
1. مسجد النبي يونس: أسس البناء في عهد الملك عيسى الأيوبي في القرن السابع الهجري.
2. مقام الكبير محمد امين سبيتان: يقع في وسط البلدة القديمة إلى الشرق من مسجد النبي يونس.
3. الزاوية (البوبرية): وهي عبارة عن مسجد قديم في وسط البلدة القديمة.
4. الساحة أو الديوان: تقع في وسط البلدة القديمة وهي عبارة عن قاعة واسعة تبلغ مساحة أراضيها حوالي 100 متر مربع.
5. عين النبي أيوب: عين ماء ذو قدسية نسبة إلى النبي أيوب.
6. المسجد العمري: نسبة إلى عمر بن الخطاب عندما زار القدس فاتحاً.
7. مقام الصحابي عبد الله بن مسعود.

## المساجد
يوجد في مدينة حلحول العديد من المساجد من أهمها:-
1.مسجد النبي يونس: والذي تأسس سنة 1226 م، وفيه مقام النبي يونس.
2.مسجد الذروة: والذي تأسس سنة 1978 م.
3.مسجد الزهراء: ويقع في منطقة شعب العليق وتأسس سنة 1977.
4.مسجد صلاح الدين الأيوبي: ويقع في خربة اصحا، تأسس سنة 1985.
5.مسجد الرحمة: ويقع في منطقة زبود تأسس سنة 1987.
6.مسجد أبو بكر الصديق: ويقع في منطقة الحواور تأسس سنة 1989.
7.مسجد ظهر اقطيط: تأسس سنة 1992.
8.مسجد العمري: ويقع في حسكة والذي تم ترميمه سنة 1983 م.
9.مسجد النور: ويقع في منطقة الراموز تأسس سنة 1996.
10.مسجد أبو عبيدة عامر بن الجراح: ويقع في منطقة المرجمة تأسس سنة 1997
11.مسجد النبي أيوب: ويقع في منطقة النصبة تأسس سنة 1998.
12.مسجد الرباط: ويقع في منطقة زبود، تأسس سنة 1998.
13.مسجد الشهداء: ويقع في منطقة خلة الحرم تأسس سنة 2002.
14.مسجد الفاروق: ويقع في منطقة واد الجيف تأسس سنة 2005.
15.مسجد الهدى: ويقع في منطقة صفين تأسس سنة 2005.
16.مسجد التوحيد: ويقع في منطقة وادي الجيف تأسس سنة 2009.
17:مسجد السيدة عائشة ام المؤمنين(رضي الله عنها) : يقع في منطقة واد أبو الذهب تأسس سنة 2018 .

## الخرب

خربة ماماس: في الشمال الغربي من حلحول

1.خربة برج السور: في الشمال الغربي من القرية بين الكيلو مترين 29 و30 على طريق القدس ـ الخليل، كانت تقوم على خربة الطبقية في ظاهرها الشمالي الغربي بلدة «بيت صور» بمعنى «بيت الصخر» الكنعانية، وفي العهد الروماني عرفت باسم "Pathsura". وقد بنيت على قمة جبل ارتفاعه 1000 م عن سطح البحر. وقد عثر المنقبون على جزء من سور المدينة الكنعانية يعود تاريخه إلى عصر البرونز المتوسط (2100 ـ1600 ق.م).2.خربة كسبر: للغرب من حلحول. فيها عين ماء تحتوى على مبان معقودة أساسات، صهاريج، بركة منقورة في الصخر، خربة كسبور وعين.
3. خربة مانعين: بها تحت القرية الحديثة أساسات وصهاريج، مغر منقورة في الصخر".
4.خربة بيت خيران: في شمال حلحول، تحتوي على بقايا أبنية وعقود أنبوبية في داخل حظيرة محاطة بجدار، صهاريج".
5.خربة بير الدلبة: في جنوب القرية بها آثار أنقاض.
6.خربة ماماس: في الشمال الغربي من حلحول، بها أساسات أكوام الحجارة، مدافن صهاريج، طرق قديمة.
7.خربة الطبيقة: وهي بلدة مهدمة فيها صهاريج ومدافن.
8.خربة بقار: في الجهة الغربية من حلحول وفيها عين ماء.
9.خربة اصحا: في الجهة الغربية من حلحول وهي من أعلى قمم حلحول.
10.خربة حسكا: في الجنوب الغربي من حلحول وفيها عين ماء.
11.خربة الصفا: في الجهة الغربية من حلحول.
12.خربة ارنبا: تقع غرب حلحول وفيها شجرة بلوط ضخمة وفيها قبر الشيخ محمد وهو من الصالحين.
13.خربة القط: تقع في شمال غرب حلحول.14: خربة ام الدرج: في الجنوب الشرقي من المدينة.

## الينابيع وعيون الماء

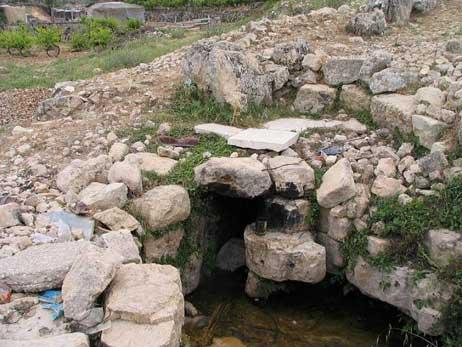
عين أيوب

- ويوجد في حلحول عدد من عيون الماء منها:

1.عين الذروة: وهي من أشهر عيون الماء في حلحول.
2.عين أيوب.
3.عين عاصي.
4.عين كسبر.
6.عين وادي الشنار.
7.عين مصلح.
8.عين بقار إضافة إلى عدد من العيون الأخرى المنشرة في المدينة.
9. عين أيوب.

## الاستيطان
يوجد على أرض حلحول مستوطنة واحدة وهي «كرمي تسور» وتقع في شمال مدينة حلحول، على أراضي بلدتي حلحول وبيت أمر، أقيمت عام 1984 وقدر عدد سكانها نحو 713 نسمة.

## الجغرافيا

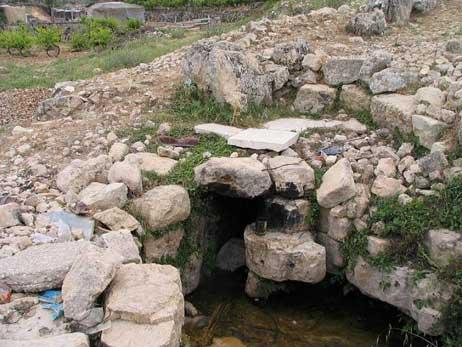
عين أيوب

نيت المدينة على قمة جبل النبي يونس، الذي يُعد أعلى قمة في الضفة الغربية بارتفاع 1030 مترًا (3380 قدمًا) فوق مستوى سطح البحر. تبلغ مساحة المدينة 37,335 دونمًا.
ويعمل نصف السكان في الزراعة، حيث تعد الطماطم والكوسا من أهم المنتجات الزراعية، على مساحة 10 آلاف دونم من أصل 19 ألف دونم تقريباً من الأراضي الخصبة المحيطة بالبلدة. ويبقى نحو 8 آلاف دونم من الأراضي غير مزروعة بسبب الممارسات الإسرائيلية في مصادرة الأراضي وبناء المستوطنات، أو بسبب نقص المياه وانعدام رأس المال التنموي. تبلغ مساحة الأراضي المخصصة لزراعة الزيتون حوالي 2000 دونم. وتشكل تربية الماشية وتربية النحل أيضًا عنصرًا مهمًا في الاقتصاد المحلي.
ويفخر سكان حلحول المحليون بكرومهم وصناعة العنب .
تقع مستوطنة كرمي تسور الإسرائيلية على مشارف حلحول.  تحيط بمنطقة حلحول مجموعة من الكهوف الجنائزية القديمة.

## حكومة
شهدت مدينة حلحول عام 1976 انتخابات بلدية أسفرت عن انتخاب محمد ملحم رئيسًا للبلدية، حيث استمر في منصبه لمدة 28 عامًا. في عام 2004، جرت انتخابات جديدة تحت إشراف السلطة الفلسطينية، نتج عنها انتخاب 13 عضوًا للمجلس البلدي، والذين بدورهم اختاروا رائد الأطرش رئيسًا جديدًا للبلدية. تمكن الأطرش من إعادة هيكلة وتحديث البلدية. بعد استقالته، انتخب المجلس نائبه زياد أبو يوسف رئيسًا جديدًا. في عام 2017، أدت الانتخابات إلى انتخاب حجازي مرعب رئيسًا جديدًا للبلدية، وما زال في منصبه حتى الآن. يُذكر أن حجازي كان عضوًا في المجلس البلدي منذ عام 2004.
1. ↑  Ignatius, David (1 Nov 2023). "Opinion | How a deep Palestinian yearning has been hijacked by Hamas". Washington Post (بالإنجليزية الأمريكية). ISSN:0190-8286. Archived from the original on 2023-10-31. Retrieved 2024-01-28.